# 가리포
가리포(加里浦)는 전라남도 신안군 흑산면 영산도 서쪽에 있는 해역이다.

## 해양지명
- 제정 해양지명 : 가리포[1]
- 대표위치(WGS-84) : 34°38´44.7"N, 125°27´30.4"E
- 범위 : 전남 신안군 흑산면 영산도 서쪽 34°38‘51.9”N, 125°27‘20.3”E과 34°38‘39.4”N, 125°27‘20.8”E를 연결한 해역